# Фатальна жінка (фільм, 2002)
«Фата́льна жі́нка» (фр. Femme Fatale) — французький кінофільм 2002 року режисера Брайана Де Пальми з Ребеккою Ромейн та Антоніо Бандерасом у головних ролях.

## Сюжет
Головна героїня, Лора Еш (Ребекка Ромейн), беручи участь у викраденні коштовностей, обдурює спільників і тікає до Парижа. Там вона стикається зі схожою на неї дівчиною, яка чинить самогубство. Лора вирішує скористатися цим і видати загиблу за себе, а себе — за неї. Їй це вдається, і через сім років вона повертається в Париж під ім'ям Лілі Воттс, уже як дружина нового посла США у Франції (Пітер Койот). Однак її колишні спільники продовжують пошуки вкрадених коштовностей…

## У фільмі знімались
| У ролях          |  | Персонаж             |
| ---------------- |  | -------------------- |
| Ребекка Ромейн   |  | Лора Еш / Лілі Воттс |
| Антоніо Бандерас |  | Ніколас Бардо        |
| Пітер Койот      |  | Брюс Воттс           |
| Ерік Ебоні       |  | Блек Ті              |
| Едуард Монтаут   |  | Расін                |
| Рі Расмуссен     |  | Вероніка             |
| Тьєррі Фремон    |  | Серра                |
| Грегг Генрі      |  | Леонард Шифф         |
| Фіона Курзон     |  | Стенфілд Філліпс     |
| Деніел Мілграм   |  | П'єр / Бертандер     |
| Єва Дарлан       |  | Ірма                 |
| Жан-Марі Фрін    |  | Луї                  |

## Касові збори
Фільм став касовим провалом, адже його касові збори не змогли покрити кошторис витрачений навіть на його виробництво.
| Збори в США           | 6,630,252 $  |
| Інші міжнародні збори | 10,208,658 $ |
| Світові касові збори  | 16,838,910 $ |

## Критичні відгуки
Фільм отримав неоднозначні відгуки. Однак, він також отримав високу оцінку від кількох критиків високого профілю, зокрема, Роджера Еберта, який назвав «Фатальну жінку» одним з найкращих фільмів Де Пальми.

## Нагороди та номінації
| Нагорода                              | Категорія        | Номінант         | Результат |
| ------------------------------------- | ---------------- | ---------------- | --------- |
| Seattle Film Critics Award            | Найкращий монтаж | Білл Панков      | Перемога  |
| Міжнародний кінофестиваль у Каталонії | Найкращий фільм  | Брайан Де Пальма | Номінація |

## Цікаві факти
- Слоган фільму: «Nothing is more desirable or more deadly than a woman with a secret»
- Спочатку роль Лори запропонували Умі Турман, але вона не змогла прийняти пропозицію через вагітність.
- Зйомки картини почалися 12 березня 2001 року з бюджетом у 30-35 млн дол.
- Показані на початку кадри кінокартини «Схід-Захід» режисера Режі Варньє належать реальному фільму, представленому на Каннському кінофестивалі у 1999 році.
- Зйомки проводилися у Франції — у Парижі та Каннах.